# James Haven
James Haven Voight (ur. 11 maja 1973 w Los Angeles) – amerykański aktor i producent.

## Życiorys

### Wczesne lata
Urodził się jako pierwsze dziecko Marcheline Bertrand i Jona Voighta. James wraz z młodszą siostrą Angeliną Jolie (ur. 1975) wychowywany był przez matkę, gdy rodzice rozstali się w 1976. Uczęszczał do Beverly Hills High School. Studiował w prywatnej szkole filmowo-telewizyjnej przy Uniwersytecie Południowej Kalifornii, gdzie jako student dostał nagrodę od George’a Lucasa za film z Angeliną w roli głównej.

### Kariera
Zadebiutował jako młody człowiek na Sansom Street w telewizyjnym dramacie biograficznym Michaela Cristofera Gia (1998) u boku siostry i w roli barmana Boyle’a w dramacie kryminalnym Hell’s Kitchen (1998) z Rosanną Arquette. W dreszczowcu erotycznym Michaela Cristofera Grzeszna miłość (2001) był Faustem na scenie. W dramacie Marca Forstera Czekając na wyrok (2001) wystąpił jako strażnik szpitalny. Można go było także dostrzec w jednym z odcinków serialu CSI: Kryminalne zagadki Las Vegas (2004) – pt. „Suckers” jako Lazarus Kane.
Zdobył nagrodę specjalny jury na Seattle International Film Festival za najlepszy film dokumentalny Trudell (2005) o Johnie Trudellu. Film był też prezentowany na Sundance Film Festival. W 2011 został producentem wykonawczym filmu krótkometrażowego – komedii That’s Our Mary. W 2006 Haven był dyrektorem festiwalu „Artivist” w Los Angeles, gdzie prezentowane były filmy wraz z wykładami na temat przywilejów ludzkich, praw zwierząt i zagadnień ekologicznych.

## Życie prywatne
Podobnie jak jego siostra, Haven złożył wniosek o prawną zmianę nazwiska na James Haven, porzucając dotychczasowe nazwisko Voight. W następstwie śmierci matki z powodu raka jajnika w dniu 27 stycznia 2007, pogodził się ze swoim ojcem po sześcioletnim rozstaniu. Haven został nowonarodzonym chrześcijaninem w 2009.